# 팔리스크어

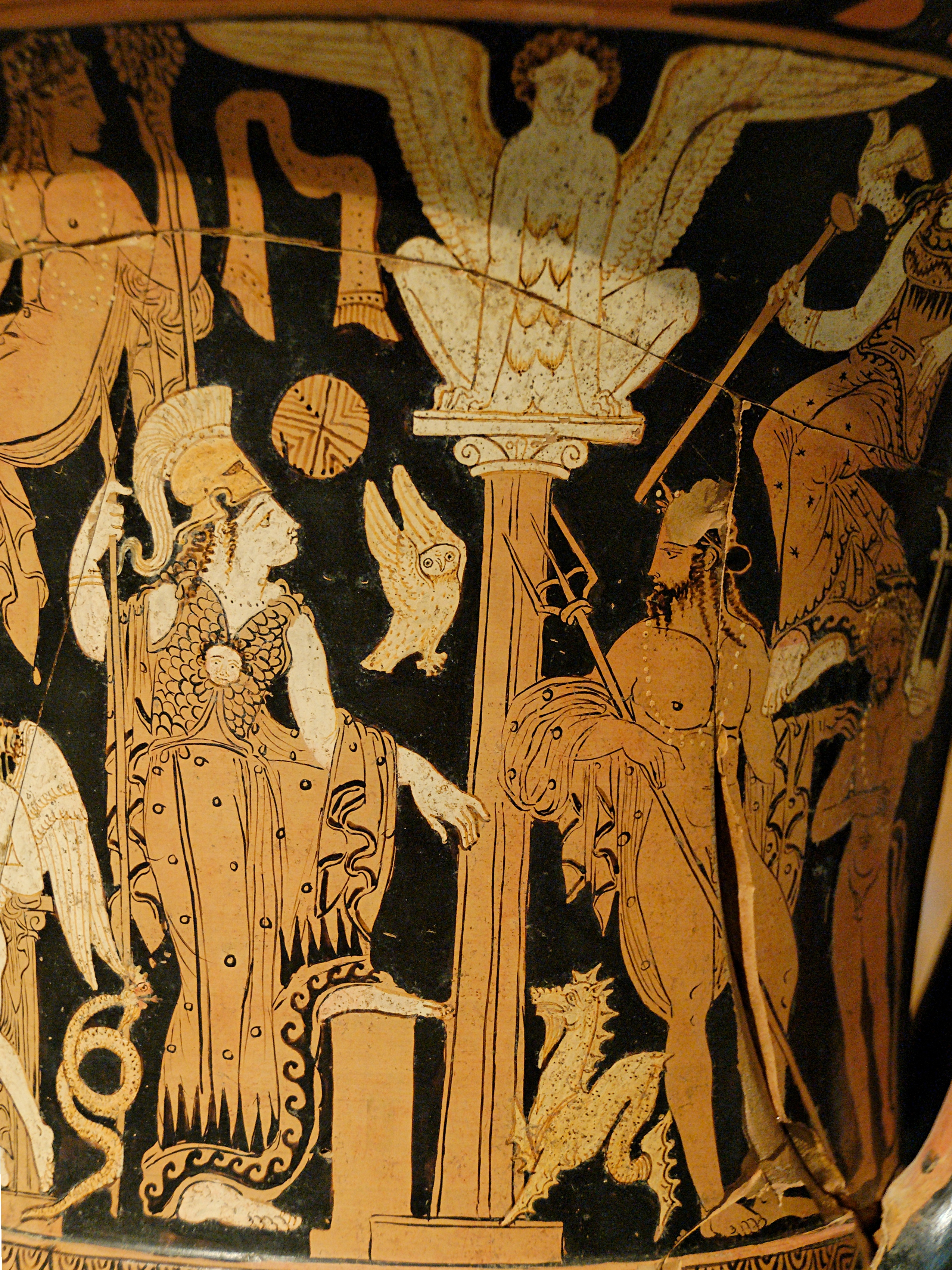

팔리스크어(Faliscan)은 고대 에트루리아 남부 팔리스크인이 사용했던 사어이다. 라틴어와 함께 이탈리아어파의 라틴팔리스크어군을 이룬다. 팔리스크어는 점차 라틴어로 대체되어 가면서 기원전 150년경까지 존속했던 것으로 보인다.

## 기록
약 355개의 팔리스크어 새김글이 전해진다. 대부분 길이가 짧으며 기원전 7세기에서 기원전 2세기 사이에 기록되었다. 어떤 새김글들은 에트루리아 문자를 변형한 고이탈리아 문자로 오른쪽에서 왼쪽으로 적혔지만 라틴 문자의 영향도 조금 드러난다. 팔레리이(오늘날의 치비타카스텔라나)에서 발견된 케레스 여신에 바치는 기원전 600년경의 비문이 가장 오래된 기록으로 여겨지는데, 왼쪽에서 오른쪽으로 적혔다.
어느 파테라에 그려진 그림 둘레에 적힌 팔리스크어 문구가 있는데, 유약을 칠하기 전에 적은 글씨이므로 진짜 기록임을 알 수 있다. 이 문구는 ‘foied vino pipafo, cra carefo’로, 라틴어로 번역하면 ‘hodie vinum bibam, cras carebo’, 즉 ‘오늘 나는 포도주를 마실 것이다, 내일 나에겐 포도주가 없을 것이다’가 된다. 이 예문은 팔리스크어가 어떤 면에서는 라틴어보다 덜 보수적이었음을 보여준다. 예를 들어 격 접미사의 마멸이나 어원을 알기 힘들게 변한 ‘foied’(오늘)와 같은 단어가 그렇다. 라틴어 hodie(오늘)는 hoc die(이 날)에서 왔음을 더 쉽게 알아볼 수 있다.

## 음운론
팔리스크어에는 다음과 같은 음성적 특징이 있다.
1. 라틴어에서 b로 바뀐 어중 f가 보존되었다.
2. 반모음 i 앞의 d가 구개음화되어, i-로 표기되는 어떤 소리로 바뀌었다. ‘fo-died’에서 온 ‘foied’의 한가운데 소리가 그것이다.
3. 적어도 일부 소리 앞에서 어말 s가 탈락하였다. (‘cra’ = 라틴어 cras)
4. 라틴어와 마찬가지로 양순연구개음을 보존하였다.  (‘cuando’ = 라틴어 quando, 움브리아어 pan(n)u);
5. 일부 어말 자음은 뒤따르는 단어의 첫 소리에 동화되었다. ‘pretod de zenatuo sententiad’(Conway, lib. cit. 321) = 라틴어 praetor de senatus sententia (‘zenatuo’는 상고 라틴어 속격형인 senatuos에 대응한다).

### f와 h의 문제
인도유럽조어 유성유기음 *bh/*dh/*gh는 팔리스크어에 불규칙적으로 예측 불가능하게 반영되었다. 이는 라틴어의 규칙적인 대응과 비교된다.
- ‘filea’(딸), ‘hileo’(아들) = 라틴어 filius < 인도유럽조어 *dheh₁-lyo-
- ‘fe’, ‘hec’(여기) = 라틴어 hic < 인도유럽조어 *ghey-ke

1991년 렉스 E. 월러스와 B. D. 조세프가 이에 대한 설명을 내놓았다. 그들의 제안에 따르면 이러한 현상은 라틴어에서도 나타나지만 팔리스크어 자료를 통해 더 분명히 이해할 수 있다.
그들은 예상 밖의 형태가 보다 오래된 새김글에는 나타나지 않으며 규칙적인 형태가 불규칙한 형태보다 훨씬 많이 나타남을 지적하였다. 예상 밖의 형태는 중기와 후기 팔리스크어 자료에만 나타난다. 유일한 예시는 다음과 같다.
f가 예상되는 자리의 h:
hileo (아들) 중기 팔리스크어
hirmia (가문명) 중기 팔리스크어 (‘firmio’도 문증된다.)
hirmio (가문명) 후기 팔리스크어
holcosio (가문명) 후기 팔리스크어
haba (콩의 일종) < *bhabo- (문법학자 퀸투스 테렌티우스 스카우루스가 팔리스크어 예문으로 언급함)
h가 예상되는 자리의 f:
foied (오늘) 중기 팔리스크어 < *gho:d d(i)ed
fe (여기) 후기 팔리스크어 < *ghey-ke
월러스와 조세프에 따르면 전자의 변화는 (스페인어 hijo < 라틴어 filium처럼) 여러 언어에서 일어난 자연스러운 변화이며 팔리스크어에서는 적은 수의 단어에만 영향을 끼쳤다. 반면 후자의 변화는 자연스러운 음운변화로 설명할 수 없으므로 다른 음운변화에 기인한 과잉교정의 결과라고 주장하였다. 당시에 f에서 h로의 변화가 일어나고 있었으며 올바른 형태가 점차 잊혀짐에 따라 어떤 화자들은 어원적으로 f가 아닌 h조차 f로 되돌려 말하곤 했다는 것이다.

## 추가 문헌
- Adams, Douglas Q., and James P. Mallory. 1997. "Italic languages." In The encyclopedia of Indo-European culture. Edited by James P. Mallory and Douglas Q. Adams, 314–19. Chicago: Fitzroy Dearborn.
- Bakkum, Gabriël C. L. M. 2009. The Latin Dialect of the Ager Faliscus: 150 Years of Scholarship. Part 1. Amsterdam: Amsterdam University Press.
- Baldi, Philip. 2002. The foundations of Latin. Berlin: de Gruyter.
- Clackson, James, and Geoffrey Horrocks. 2007. The Blackwell history of the Latin language. Malden, MA: Blackwell.
- Coleman, Robert. 1986. "The central Italic languages in the period of Roman expansion." Transactions of the Philological Society 84, no. 1: 100–131.
- Mercado, Angelo. 2012. Italic Verse: A Study of the Poetic Remains of Old Latin, Faliscan, and Sabellic. Innsbruck: Institut für Sprachen und Literaturen der Universität Innsbruck.
- Pulgram, Ernst. 1968. The tongues of Italy: Prehistory and history. New York: Greenwood.
- --. 1978. Italic, Latin, Italian, 600 B.C. to A.D. 1260: Texts and commentaries. Heidelberg, West Germany: Winter.

 본 문서에는 현재 퍼블릭 도메인에 속한 브리태니커 백과사전 제11판의 Robert Seymour Conway씨가 쓴  "Falisci" 항목을 기초로 작성된 내용이 포함되어 있습니다.